# Professional'nyj Mini-Futboln'yj Klub Sibirjak
Il Professional'nyj Mini-Futboln'yj Klub Sibirjak è una squadra russa di calcio a 5, fondata nel 1988 con sede a Novosibirsk.

## Storia
Fondato nel 1988, i primi anni partecipa solo a tornei di esibizione internazionali. A 3 anni dalla nascita si iscrive al primo campionato nazionale a cui parteciperà fino ad oggi alternando prima e seconda divisione. Nel 2006 la società è rimasta inattiva per le due stagioni seguenti. Non ha mai vinto il massimo campionato e nemmeno la coppa, però è riuscito diverse volte a classificarsi tra le prime 4 sia durante la stagione regolare che nel corso dei play-off. Nella stagione 2017-2018 perde la finale scudetto ma riesce ad ottenere una storica qualificazione in UEFA Futsal Champions League.

## Palmarès
- Seconda divisione russa: 1

2008-09